# Bitva u Veľkých Kostoľan
Bitva u Velkých Kostoľan byla poslední bitvou bratříků s vojsky krále Matyáše Korvína v roce 1467.
Kvůli soustavným útokům Matyášových vojsk se zbytky oddílů bratříků soustředily na Pováží. Jejich řady posílili bratříci z Rakouska a Moravy. Jejich prvotním cílem bylo obsazení strategicky výhodné Trnavy, ale kvůli jejím pevným hradbám se jim město dobýt nepodařilo. Přesunuli se severněji a vybudovali dobře opevněný tábor u Velkých Kostoľan, odkud podnikali výpady do bližšího i vzdálenějšího okolí. 
Kapitánem bratříků byl husitský bojovník Jan Švehla, který předtím jistý čas působil dokonce i v Matyášových službách. Matyáš Korvín obklíčil tábor bratříků 6. prosince 1466. Po nepřetržitém obléhání a v obavě před vyhladověním se oddíly bratříků 29. ledna následujícího roku Matyášovi vzdaly.
Kolem dvou tisíc bojovníků padlo, kapitána bratříků Švehlu a dalších sto bojovníků dal Matyáš oběsit, část jich zahynula v budínském vězení. Mnoho přeživších bratříků vstoupilo do králových služeb a vytvořilo jádro jeho pověstného černého pluku.
Porážka bratřických oddílů v bitvě u Velkých Kostoľan znamenala jejich definitivní zánik na území Slovenska.